# グアムにおけるコーヒー生産
グアムにおけるコーヒー生産（グアムにおけるコーヒーせいさん）は、地元での消費向けに限られている。カカオ同様に、コーヒーも外部からグアムに移入されたものではあるが、完全にグアムに定着している。20世紀初頭には、グアムで最も一般的な植物とされ、多くの住宅で栽培されていた。グアムの海面から丘上までの気候と土壌は、コーヒーの栽培に非常に適している。

## 歴史
Cox (1917)によると、グアムにおいてコーヒーはあまり手入れされておらず、あらゆる条件下で、どんな土壌にも生息していたという。村のたいていの住居はコーヒーの灌木に囲まれており、コーヒーの根元や全く別の日陰の土の上に飛ばされたところから自然に種が発芽していた。グアムには大規模なプランテーションはなく、それぞれの家庭で消費するために栽培されていた。コーヒーチェリーは手作業で掻き集められ、パルプ状にされ、外皮を剥かれていた。グアムのコーヒーの品種は、地元ではKafeと呼ばれているアラビカコーヒーノキであり、高品質である。輸出に回す余剰はないものの、地元の需要は充分に満たしている。

### 20世紀初頭の栽培方法
Safford (1905)によると、グアムにおいてコーヒーの種は、苗床から約4センチメートル (1.6 in)と深く蒔かれていたという。種苗園（sementeras）では、約8センチメートル (3.1 in)間隔で植えられていた。コーヒーは植替えが容易であり、少量の水で栽培することができる。移植に最も適した時期は雨季の初めである。最初は、傾斜した土地にコーヒーの苗をココナツの枝葉で覆って植えられる。若い苗木はバナナの苗木の列と交互に植えられることもある。よく生育した段階で摘果される。最初の2年間は、タロイモやトウモロコシと間作されることもある。雑草取りはfosifioと呼ばれる押し鍬で行われている。コーヒーが病気になることは稀であるが、チェリーは時々島の昆虫による虫害に見舞われる。チェリーは熟すとすぐに収穫される。手作業によってパルプ状にされ、天日干しするために種を割った時に出る強い粘性を持つ物質は、水洗いにより取り除かれる。コーヒーは外皮を剥く前に徹底的に乾燥させる。苞は篩にかけて取り除いたという。

## 現在における展望
1970年代にピティ村の200本しかなかった固有種のコーヒーノキは、火事によりほぼ全滅した。1978年には村に240本のコーヒーの苗木が植えられたが、ごく僅かな苗木しか発芽しなかった。これらの木の一部は、農務省の種苗所で広範な地域で植えるために育てられたものであった。2012年に種苗所を訪れた農務省のチタ・タイタグ局長は、コーヒーの固有種の生き残りに楽観的な考えを示している。